# Čínská občanská válka
Čínská občanská válka (čínsky v českém přepisu Čung-kuo nej-čan, pchin-jinem Zhōngguó nèizhàn, znaky zjednodušené 中国内战, tradiční 中國內戰), v Číně známá jako Nacionalisticko-komunistická válka (čínsky v českém přepisu Kuo-kung nej-čan, pchin-jinem Guógòng nèizhàn, znaky zjednodušené 国共内战, tradiční 國共內戰) byla občanská válka probíhající na území pevninské Číny mezi vládou Čínské republiky, vedené Kuomintangem, a Komunistickou stranou Číny. Její hlavní fáze trvala s přestávkami od srpna 1927 do prosince 1949. Před rokem 1927 obě strany společně tvořily První sjednocenou frontu, která měla za cíl ukončit období rozdrobení Číny mezi množství vzájemně soupeřících frakcí. Nicméně tato koalice se rozpadla během Severního pochodu. Obecně se čínská občanská válka dělí na dvě fáze s přestávkou v letech 1937–1945, kdy obě strany vytvořily Druhou sjednocenou frontu a společně bojovaly proti Japonsku. Na počátku války a v průběhu její první fáze měl navrch Kuomintang, který ovládal téměř celou Čínu, avšak po odražení japonské invaze přebrali iniciativu komunisté.
V roce 1949 komunisté kontrolovali celé území pevninské Číny, na kterém vyhlásili Čínskou lidovou republiku. Vláda Čínské republiky ustoupila na Tchaj-wan. Napětí mezi oběma stranami na opačných březích Tchajwanského průlivu stále trvá, přičemž jak Čínská lidová republika, tak Čínská republika se oficiálně prohlašují za legitimního reprezentanta celé Číny. Nebylo podepsáno žádné příměří ani mírová smlouva, debaty o přesném datu ukončení války tak dále trvají.

## Pozadí

### První léta republiky
Po pádu dynastie Čching v důsledku Sinchajské revoluce v roce 1911 byl prvním prezidentem Čínské republiky zvolen předseda Čínské aliance Sunjatsen. Ten byl hned následující rok nahrazen bývalým generálem císařské armády Jüan Š’-kchajem výměnou za jeho podporu republikánského zřízení a abdikace císaře Pchu Iho. Mezinárodně uznávaná vláda Čínské republiky, známá jako Pej-jangská vláda, sídlila v Pekingu. V Pekingu byla také členy Sunjatsenovy Čínské aliance v srpnu 1912 založena strana neodmyslitelně spojená s moderními čínskými dějinami – Kuomintang. Poslanci Kuomintangu tvořili většinu v prvním Národním shromáždění a z jejich řad byl zvolen i první premiér Sung Ťiao-žen. Jüan Š’-kchaj jako prezident vládl autoritářsky, ignoroval ústavu a nakonec se pokusil obnovit monarchii a prohlásil se císařem. Jeho nepopulární vláda vedla ke vzpourám v provinciích a vyhlašování jejich nezávislosti. Po pouhých třech měsících vlády v březnu 1916 abdikoval a v červnu téhož roku zemřel. Ačkoliv byly obnoveny republikánské instituce, moc vlády v Pekingu byla výrazně oslabena a nastalo období boje mezi různými frakcemi v bývalé Pej-jangské armádě a vůdčími osobnostmi provincií – éra severních militaristů. Mezitím Kuomintang vedený Sunjatsenem vytvořil novou vládu v Kantonu s cílem zavést modelové reformy, ukončit chaos a postupně ovládnout Čínu.
Sunjatsen byl zklamán vlažným přístupem západních mocností a výstupy Pařížské a Washingtonské konference, které vnímal jako Číně nepřátelské (nebyla např. zrušena exteritorialita koncesí cizích mocností). Naopak s jistým obdivem sledoval průběh revoluce v Rusku a následné upevnění sovětské moci. Úspěch bolševiků v Sovětském svazu ho přivedl k přesvědčení, že v Kuomintangu je nutná stranická reforma podle sovětského vzoru.
Sověty ovládaná Kominterna, založená s cílem šířit myšlenky komunismu po světě všemi prostředky, sledovala situaci v Číně se zájmem. V roce 1921 založená Komunistická strana Číny se jevila dosud jako příliš slabá a rozdrobená pro provedení úspěšné revoluce v Číně, ovládané mnoha soupeřícími frakcemi. Jako frakce s největší šancí na úspěch byl v Moskvě vnímán Sunjatsenův Kuomintang. Bylo proto rozhodnuto o sovětské podpoře spojenectví čínských komunistů s Kuomintangem a podpora nově vzniklé aliance těchto stran. Konečným cílem Kominterny ovšem byla komunistická Čína, tedy posílení komunistů ve spojení s nejperspektivnější frakcí a její postupné ovládnutí zevnitř. Tím byly položeny základy pozdějšímu mocenskému boji mezi nacionalisty a komunisty.

### První sjednocená fronta
V roce 1923 Sunjatsen spolu se sovětským zmocněncem Adolfem Joffem v Šanghaji po pětiměsíčním vyjednávání podepsali společné prohlášení skládající se ze čtyř částí. První tři části obsahovaly ujednání upravující čínsko-sovětské vztahy, jako pravidla užívání carským režimem vybudované Čínské východní dráhy skrz Mandžusko, zrušení čínsko-ruských nerovnoprávných smluv a ujištění o neexistenci sovětských imperiálních záměrů na území Mongolska. Nejdůležitější ovšem byla čtvrtá část prohlášení, kde Sovětský svaz uznal nemožnost zavedení komunismu v rozdrobené Číně a přislíbil pomoc Kuomintangu s jejím sjednocováním.
Praktickým důsledkem deklarace byla úzká spolupráce mezi Sověty ovládanou Kominternou, Kuomintangem a Komunistickou stranou Číny. Ten samý rok přicestoval do Číny agent Kominterny Michail Borodin, který měl pomoci s reorganizací a konsolidací Kuomintangu podle vzoru Komunistické strany Sovětského svazu. Kuomintang také vytvořil alianci s Komunistickou stranou Číny za vzniku První sjednocené fronty. Nedošlo k pohlcení Komunistické strany Kuomintangem, ale komunisté měli povoleno stávat se členy Kuomintangu jako jednotlivci. Jako nejvyšší stranický orgán byl zaveden Ústřední výkonný výbor o dvaceti čtyřech členech, z toho tři byli komunisté. Směřování strany měl určovat pravidelně konaný celonárodní sjezd. První celonárodní sjezd Kuomintangu se konal v lednu 1924 v Kantonu.
V roce 1923 Sunjatsen poslal Čankajška, jednoho ze svých spolupracovníků z doby odboje proti dynastii Čching, na několik měsíců do Moskvy, kde se měl vzdělávat v oblasti válečnictví a politiky. Po návratu se v roce 1924 Čankajšek stal velitelem nově založené Vojenské akademie ve Whampoa a vybudoval si pozici Sunjatsenova následníka v čele Kuomintangu.
Sověti poskytovali akademii výukový materiál, vybavení včetně munice a zajišťovali organizaci. Zároveň zajišťovali výuku moderních technik masové mobilizace. S touto pomocí byl Sunjatsen schopen vybudovat armádu, která by byla schopná porazit militaristy na severu. Do chodu akademie byli zapojeni i komunisté, mnoho z nich se stalo instruktory, například Čou En-laj.
Komunistická strana Číny byla v té době stále nepočetná, v roce 1922 měla kolem 300 členů, v roce 1925 1500 členů. Naproti tomu v roce 1923 měl Kuomintang 50 000 členů. Nicméně po Sunjatsenově smrti v roce 1925 se Kuomintang začal rozdělovat na pravé a levé křídlo. Členové pravého křídla se obávali, že Sověti využijí komunisty, aby rozložili stranu zevnitř. Komunisté totiž ovládali levé křídlo strany a hlásili se o svůj díl moci. V březnu 1927 proběhl druhý sjezd strany, kde se sovětskou pomocí prošly rezoluce proti Severnímu pochodu a rezoluce omezující Čankajškovu moc. Zanedlouho byl Kuomintang viditelně rozštěpen.
V tomto období Sovětský svaz masivně podporoval Komunistickou stranu Číny. Posílal finanční prostředky i agenty pro podporu komunistického hnutí v zemi. Bez této podpory by komunistická strana pravděpodobně zanikla. Paralelně totiž existovaly v Číně i jiné komunistické strany s více členy, nicméně žádná z nich nebyla bez sovětské pomoci úspěšná.

### Severní pochod a rozpad aliance

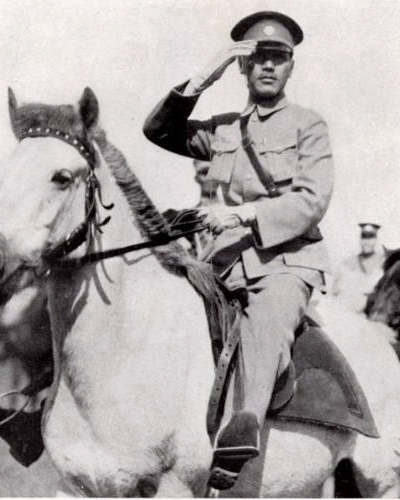
Generalissimus Čankajšek, velitel Národní revoluční armády, vyšel z událostí Severního pochodu jako vůdce Čínské republiky

Po Sunjatsenově smrti jej v čele Kuomintangu nahradil reprezentant jeho pravého křídla – Čankajšek, který začal podnikat kroky ke zmenšení vlivu komunistů ve straně. Komunistický vůdce Mao Ce-tung přesto souhlasil s jeho rozhodnutím svrhnout vládu v Pekingu pomocí Národní revoluční armády, která v roce 1926 začala kampaň známou jako Severní pochod. V důsledku této kampaně nicméně povstali drobní rolníci a začali si přivlastňovat půdu, která patřila bohatým vlastníkům a ti byli v mnoha případech zabiti. Taková povstání rozlítila špičky Kuomintangu, kteří sami byli často vlastníci půdy, a obnažila rostoucí ideologický rozkol v alianci.
Počátkem roku 1927 vedla rivalita uvnitř aliance k rozdělení revolučních řad. Komunistická strana a levé křídlo Kuomintangu se rozhodly k přesunutí sídla vlády z Kantonu do Wu-chanu, kde měli komunisté vysokou podporu. V té době armády Čankajška a Li Cung-žena porazily militaristu Sun Čchuan-fanga a přesunuly se východně do provincie Ťiang-si. Levicové křídlo strany odmítlo Čankajškovu žádost o odstranění komunistického vlivu, následně je Čankajšek obvinil ze zrady Sunjatsenova odkazu a přijímání rozkazů ze Sovětského svazu. Podle Mao Ce-tunga Čankajškova tolerance k přítomnosti komunistů v alianci klesala spolu s tím, jak rostla jeho moc.
7. dubna 1927 proběhlo setkání Čankajška a dalších špiček Kuomintangu, kde se usnesly, že komunistické aktivity jsou společensky a ekonomicky rušivé a musí být zastaveny, aby mohla nacionalistická revoluce pokračovat. 12. dubna bylo v Šanghaji na rozkaz generála Paj Čchung-siho zatčeno a popraveno mnoho komunistických členů Kuomintangu. Na tuto událost odkazuje Komunistická strana Číny jako na Šanghajský masakr nebo Incident 12. dubna. Tento incident prohloubil rozkol mezi Čankajškem a Wang Ťing-wejem, představitelem levého křídla strany ve Wu-chanu.
Nakonec levicové křídlo Kuomintangu vyloučilo komunisty z vlády ve Wu-chanu, která byla ale přesto Čankajškem svržena. Kuomintang obnovil svojí kampaň proti militaristům a v červnu 1928 obsadil Peking. Brzy byla většina východní Číny pod kontrolou centrální vlády v Nankingu, která získala mezinárodní uznání jako jediná legitimní vláda Číny. Vláda Kuomintangu oznámila, v souladu se Sunjatsenovým odkazem, tři etapy revoluce – vojenskou jednotu, silné politické vedení a ústavní demokracii.

## Komunistická povstání (1927–1937)

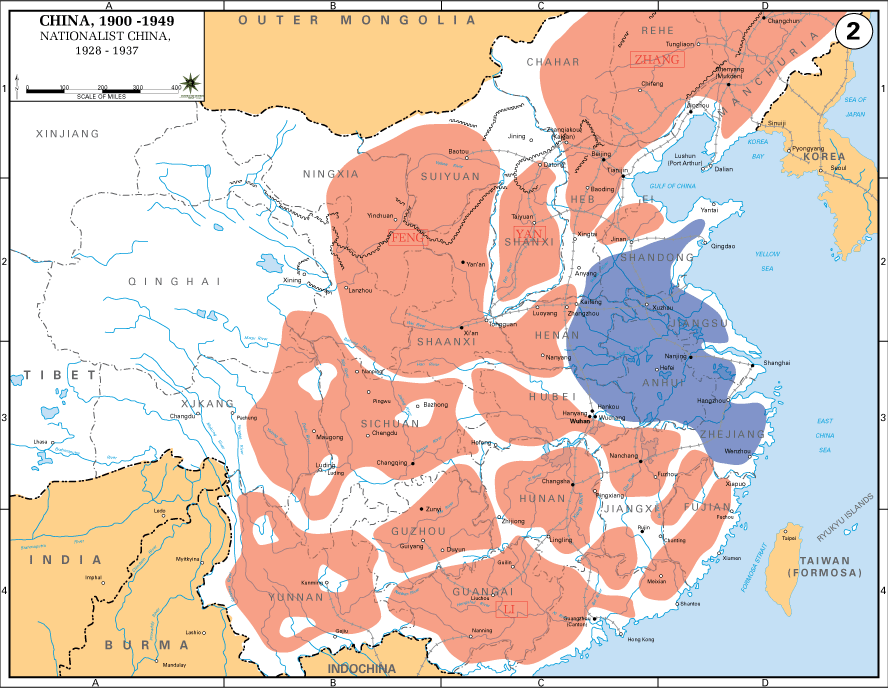
Situace v Číně v roce 1929; po Severním pochodu měl Kuomintang pod přímou kontrolou východní a centrální Čínu, zbytek čínského území a Mandžusko bylo pod kontrolou militaristů, vesměs loajálních vládě v Nankingu

1. srpna 1927 propuklo v Nan-čchangu komunistické povstání proti nacionalistické vládě ve Wu-chanu. Tento konflikt vedl ke vzniku Čínské dělnicko-rolnické rudé armády. 4. srpna hlavní síly Rudé armády opustily město a obrátily se jižně k útoku na provincii Kuang-tung. Nacionalistické síly poté rychle obsadily Nan-čchang a členové komunistické strany se začali skrývat. Shromáždění komunistické strany, zasedající 7. srpna, se usneslo, že cílem strany je získat politickou moc silou, nicméně již druhý den byly aktivity komunistů ve Wu-chanu potlačeny vládou Wang Ťing-weje.
Později proběhly pokusy komunistické strany o dobytí měst Čchang-ša, Šan-tchou a Kanton. Rudé armádě, skládající se jednak z bývalých vojáků Národní revoluční armády, jednak z ozbrojených rolníků, se podařilo získat kontrolu nad několika oblastmi v jižní Číně. Síly Kuomintangu mezitím pokračovaly v potlačování rebelií. V září byl Wang Ťing-wej nucen opustit Wu-chan a Čankajšek se stal jediným legitimním představitelem republiky. V září také proběhla série neúspěšných komunistických povstání na venkově známých jako Povstání podzimní sklizně, ve kterých se významně angažoval Mao Ce-tung. V říjnu opustil Čínu agent kominterny Michail Borodin a vrátil se přes Mongolsko do Sovětského svazu. 11. prosince téhož roku pak proběhlo povstání v Kantonu známé jako Kantonská komuna. Komunisté v Kantonu ustanovili podle vzoru ruských komunistů sovět, nicméně už 13. prosince provedl nacionalistický generál Čang Fa-kchuej protiútok a dobyl město. Následovaly popravy a pronásledování komunistů podobně jako v dubnu v Šanghaji. Kuomintang označil za iniciátora povstání Sovětský svaz a jeho konzulát v Kantonu obsadil. 16. prosince opustil Wang Ťing-wej Čínu a odjel do Francie, když předtím přislíbil loajalitu Čankajškovi.

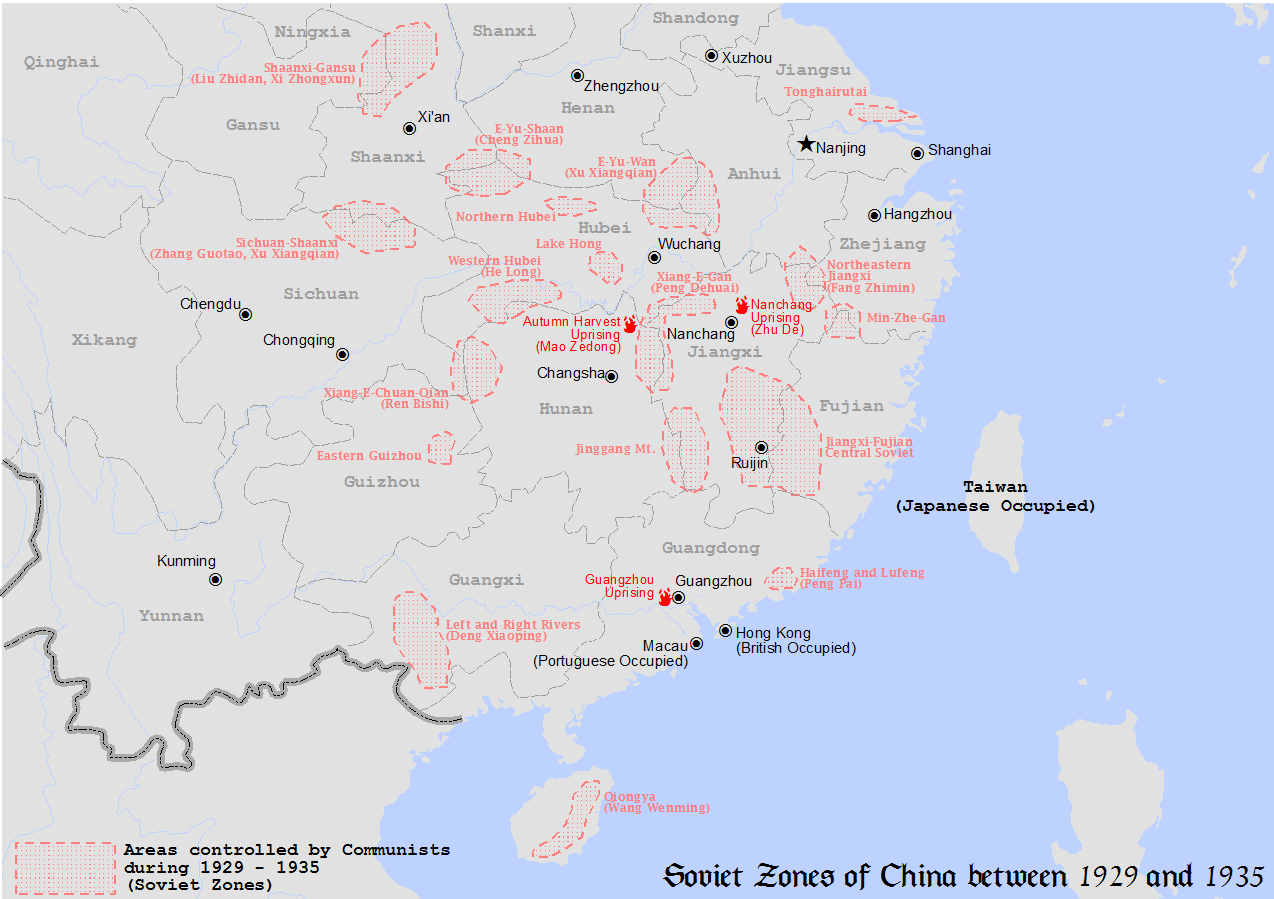
Mapa ukazující komunisty kontrolované oblasti a sověty v průběhu obkličovacích kampaní

Těmito událostmi začal desetiletý boj o moc v pevninské Číně známý jako Desetiletá občanská válka (十年内战), který skončil Sianským incidentem, po kterém byl Čankajšek nucen vytvořit Druhou sjednocenou frontu a postavit se japonské invazi. V nacionalistickém táboře probíhal boj o moc a v roce 1930 vypukla Válka centrálních rovin, kde se proti Čankajškovi postavila aliance militaristů Jen Si-šana, Feng Jü-sianga a navrátivšího se Wang Ťing-weje. Vláda v Nankingu nicméně svou pozici uhájila a mohla se věnovat ničení kapes komunistického odboje v rámci série obkličovacích kampaní. První ani druhá kampaň nebyla úspěšná a třetí musela být předčasně ukončena z důvodu japonské invaze do Mandžuska v roce 1931. Čtvrtá kampaň v letech 1932–1933 zpočátku probíhala pro Kuomintang příznivě, ale Čankajškova armáda utrpěla těžké ztráty při pokusu o probití se do centra Maovy Čínské sovětské republiky v provincii Ťiang-si. Během těchto kampaní byly sice jednotky Kuomintangu schopny rychle se dostat do oblastí kontrolovaných komunisty, ale v rozlehlé a členité krajině si už nedokázaly vybudovat opěrné body.
Na konci roku 1934 byla spuštěna pátá obkličovací kampaň, při které nacionalistické jednotky systematicky obklíčily provincii Ťiang-si i za použití opevnění. Na rozdíl od předchozích neúspěšných kampaní Čankajškova Národní revoluční armáda nepronikla bezhlavě do nitra provincie, ale postupně obklíčení zužovala tak, aby oblasti kontrolované komunisty odřízla od zásobování.
V říjnu 1934 využili komunisté mezery v kruhu opevnění (tato opevnění byla obsluhována jednotkami Čankajškových militaristických spojenců) a probili se ven. Militaristické armády komunistické jednotky nepronásledovaly kvůli strachu ze ztráty vlastních mužů. Kromě toho byly hlavní síly nacionalistů zaneprázdněny bojem s armádou Čang Kuo-tchaa, která byla podstatně větší než Maova První frontová armáda. Masivní vojenský ústup Maovy armády trval rok a stal se známý jako Dlouhý pochod. Komunisté urazili přes 9000 km jedním z nejtěžších terénů západní Číny směrem na západ a sever do provincie Šen-si. Pochod se skládal ze série menších pochodů a v jeho průběhu byla První frontová armáda, vedená nezkušenými vojenskými komisaři, téměř zničena Čankajškovými vojsky. V listopadu 1935, po ukončení pochodu, Mao Ce-tung oficiálně nahradil Čou En-laje v čele Rudé armády. Dlouhý pochod významně posílil Maovu prestiž a upevnil jeho pozici v rámci komunistické strany.

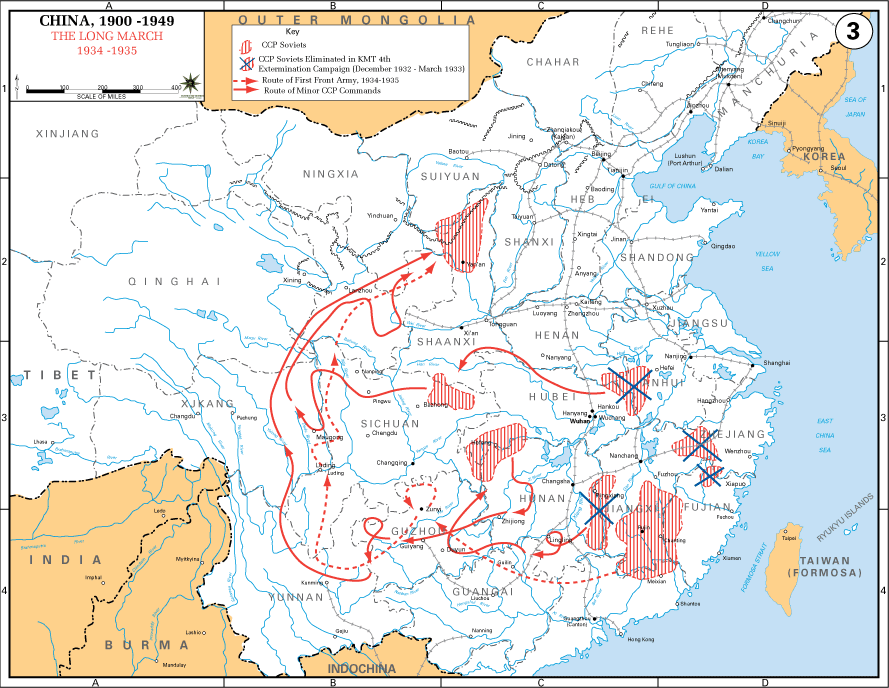
Trasy Dlouhého pochodu tak, jak ustupovaly jednotlivé komunistické armády

Dlouhý pochod skončil, když komunistické jednotky dorazily do provincie Šen-si. Armáda, kterou vedl Čang Kuo-tchao, ustupovala jinou cestou přes severozápadní Čínu a byla do velké míry zničena Čankajškem a jeho muslimskými spojenci, klikou Ma. Po cestě komunistická armáda zabavovala majetek a zbraně místním militaristům a vlastníkům půdy, a zároveň přijímala do svých řad rolníky a jiné chudé, čímž její přitažlivost pro masy značně stoupala. Z 90 000–100 000 komunistů, kteří začali ustupovat z Čínské sovětské republiky, jich pochod dokončilo kolem 8000. Zbytky Čangovy armády se spojily se zbytkem komunistických sil v provincii Šen-si, nicméně Čang Kuo-tchao už bez své armády neměl sílu na to, aby zpochybnil Maovu autoritu.
Kuomintang využíval také tibetské jednotky z Khamu – dříve bandity, k boji proti komunistům, a také k podkopání autority místních militaristů, kteří často s komunisty odmítli bojovat, aby neztráceli vlastní muže. Vytvořil také "Smírovou komisi" disponující vlastními jednotkami, které zahrnovaly asi 300 khamských banditů. Komise operovala v provincii S'-čchuan a její operace byly součástí snahy vlády v Nankingu o destabilizaci moci lokálních militaristů, zejména Liou Wen-chueje, který odmítl bojovat s komunisty, aby si zachoval vlastní armádu. Vláda chtěla mít plně pod kontrolou oblasti hraničící s územím militaristů. Jednotky komise byly také nasazeny v boji proti Rudé armádě, nicméně byly poraženy ve chvíli, kdy komunisté zajali jejich náboženského vůdce.
V roce 1936 se začal Čang Süe-liang, militarista kontrolující severní Čínu a spojenec nacionalistů, sbližovat s Čou En-lajem, kdy dokonce zvažoval změnu stran. To bylo nicméně odmítnuto Kominternou v SSSR. Později Čou En-laj přesvědčil Čanga a Jang Chu-čchenga, dalšího militaristu, k provedení Sianského incidentu. V jeho průběhu byl Čankajšek uvržen do domácího vězení, byl donucen vytvořit Druhou sjednocenou frontu a místo útoků na Rudou armádu se soustředit na hrozbu z Japonska.

## Druhá čínsko-japonská válka

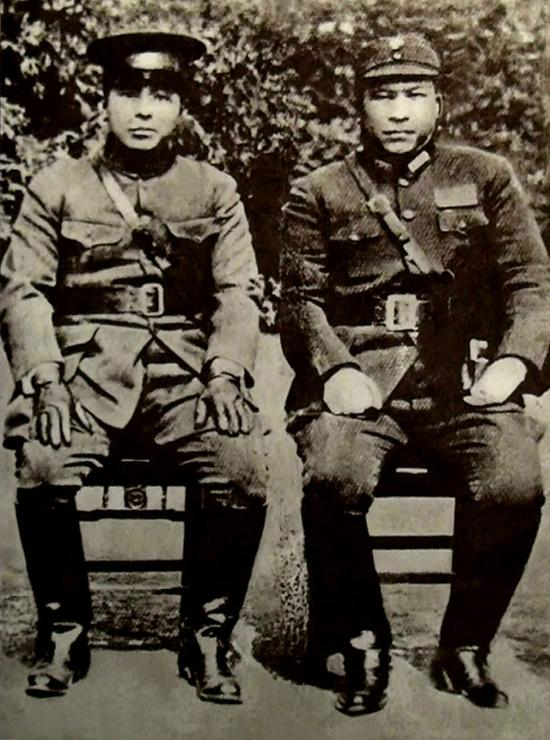
Čang Süe-liang a Jang Chu-čcheng, iniciátoři Sianského incidentu, v roce 1936

V průběhu japonské invaze a následné okupace Mandžuska se Čankajšek odmítl spojit s komunisty ve společném boji proti Japonské císařské armádě, neboť viděl komunisty jako větší hrozbu. Chtěl nejprve sjednotit Čínu zničením komunistického odboje a militaristů. Považoval armádu Kuomintangu za příliš slabou, aby dokázala porazit Japonce v Mandžusku a věřil, že pouze sjednocená Čína se jim může postavit. Ignoroval nespokojenost mezi Číňany kvůli jeho kompromisní politice vůči Japonsku a nařídil generálům Čang Süe-liangovi a Jang Chu-čchengovi provést úder proti komunistům v Šen-si. Ti nicméně utrpěli těžké ztráty.
12. prosince 1936 se oba generálové rozhodli unést Čankajška a donutit ho uzavřít příměří s komunisty za účelem boje proti Japoncům. Tento incident se stal známým jako Sianský incident a skončila s ním první fáze Čínské občanské války. Čankajšek byl nucen vytvořit s komunisty Druhou sjednocenou frontu a napřít všechnu energii do boje proti japonské expanzi. 7. července 1937 pak Japonské císařství skutečně spustilo masivní invazi do Číny a jeho dobře vycvičené a vyzbrojené jednotky porazily obránce Kuomintangu na pobřeží a v severní Číně.
Aliance Kuomintangu a komunistů byla spíše symbolická. Na rozdíl od nacionalistických jednotek se komunisté vyhýbali konvenčnímu boji a uchýlili se ke guerillové válce. Úroveň skutečné kooperace mezi nacionalisty a komunisty v průběhu války byla na nutném minimu. Na pozadí formální aliance spolu jednotky Kuomintangu a komunistů stále soupeřily na území tzv. "svobodné Číny" – tedy oblastí, které neovládali Japonci ani žádný z jimi vytvořených loutkových států jako Mandžukuo nebo Reorganizovaná národní vláda.
Situace se vyhrotila na přelomu let 1940 a 1941, kdy se začaly stupňovat potyčky mezi Kuomintangem a komunisty. V prosinci 1940 Čankajšek požadoval stažení komunistické Nové čtvrté armády z provincií An-chuej a Ťiang-su z důvodu provokací vůči nacionalistickým jednotkám v této oblasti. Pod silným tlakem nakonec velitelé komunistické armády vyhověli, nicméně kvůli zmatkům ve velení se nestihli začít evakuovat včas a byli tak napadeni nacionalisty, což vedlo k několika tisícům obětí. Zároveň tento incident ukončil formální alianci obou stran.

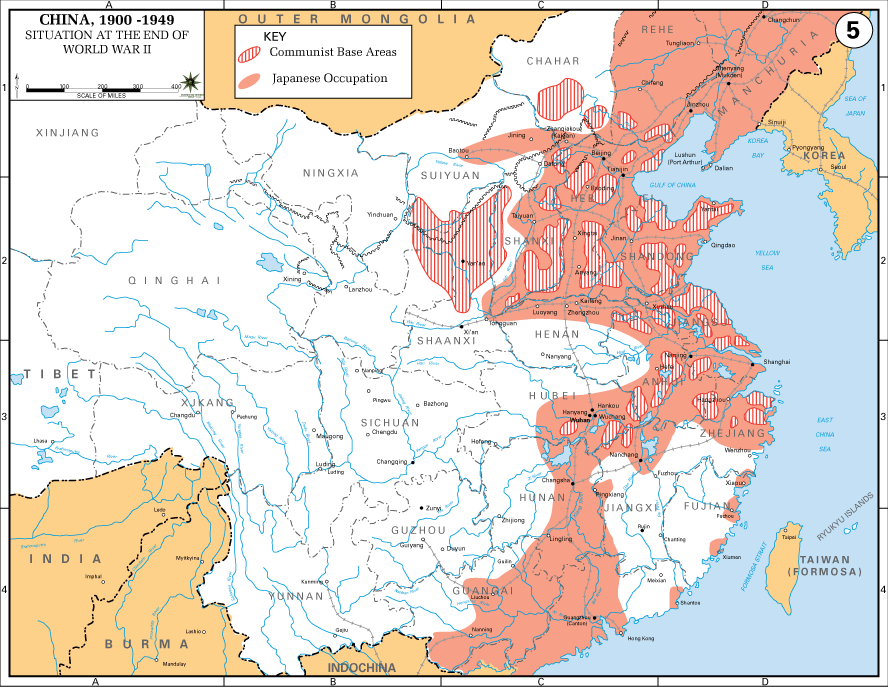
Japonská okupace Číny ke konci války

Jak se boje mezi Kuomintangem a komunisty stávaly intenzivnější, země jako Spojené státy nebo Sovětský svaz se začaly obávat další občanské války v Číně. Po incidentu s Novou čtvrtou armádou vyslal americký prezident Franklin D. Roosevelt speciálního vyslance Lauchlina Currieho, který měl přesvědčit Čankajška a ostatní špičky Kuomintangu o tom, že obnovené nepřátelství mezi oběma stranami by vyhovovalo pouze Japonsku. Sovětský svaz, spojenec komunistické strany, zaslal naléhavý telegram Mao Ce-tungovi, kde stálo to samé, a sice že občanská válka by pouze učinila situaci jednodušší pro Japonce. Mezinárodní naléhání splnilo svůj účel a došlo k uklidnění situace. Boje nicméně dále probíhaly nepřímo. V roce 1943 vydal Čankajšek propagandistickou knihu China's Destiny, ve které útočí na komunisty. Komunisté na druhou stranu zpochybňovali Čankajškovo vedení a o jeho vládě mluvili jako o fašistické ve snaze vzbudit negativní společenský obraz. Začalo být jasné, že k trvalému míru nemůže situace dospět.
Obecně lze říci, že vývoj druhé čínsko-japonské války posílil komunisty. Jejich taktika guerillové války jim získala lidovou podporu v okupovaných oblastech. Kuomintang nicméně nesl hlavní tíhu japonské invaze jako mezinárodně uznávaná vláda, a to se ukázalo jako velmi nákladné. Japonsko zahájilo poslední velkou ofenzivu proti Kuomintangu, operaci Iči-Go, v roce 1944, a to mělo za následek významné oslabení nacionalistických sil. Komunisté také díky své guerillové taktice utrpěli podstatně menší ztráty. Na konci války měla Rudá armáda víc než 1,3 milionu členů a komunistické milice dalších 2,6 milionu. V oblastech ovládaných komunisty žilo přes sto milionů obyvatel.

## Poválečné střety (1945–1946)
Podle ustanovení japonské bezpodmínečné kapitulace, nadiktované Japonsku Spojenými státy, se měly japonské jednotky v Číně vzdávat pouze Kuomintangu, nikoliv komunistům, kteří ovládali některá území. Nicméně v Mandžusku, kde Kuomintang neměl žádné jednotky, se Japonci vzdávali Sovětskému svazu. Čankajšek tak nařídil japonským jednotkám, aby vyčkaly příchodu Kuomintangu a neskládaly zbraně do rukou komunistů.

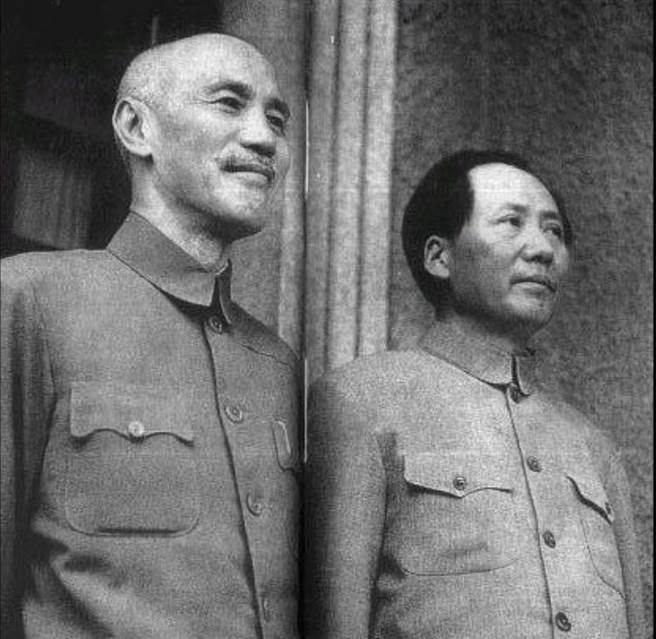
Čankajšek a Mao Ce-tung na jednání v Čchung-čchingu v roce 1945

První poválečná mírová jednání, zahrnující Čankajška i Mao Ce-tunga, proběhla mezi 28. srpnem a 10. říjnem ve městě Čchung-čching. Jednání skončilo podpisem Dohody 10. října. Obě strany zdůraznily důležitost mírové obnovy, ale konference nepřinesla žádné konkrétní výsledky. Potyčky mezi oběma stranami pokračovaly i v průběhu vyjednávání, dokud nebylo dosaženo dohody v lednu 1946. Nicméně velké kampaně byly dočasně přerušeny.
V průběhu srpna 1945, posledního měsíce války ve východní Asii, spustil Sovětský svaz masivní ofenzivu proti japonské Kuantungské armádě v Mandžusku a podél mongolsko-čínské hranice. V průběhu tří týdnů byla Kuantungská armáda zničena a Mandžusko obsazené Sovětským svazem, čímž vzniklo z čínského pohledu mocenské vakuum. Zároveň se zde vzdalo na 700 000 japonských vojáků. Později toho roku si Čankajšek uvědomil, že mu chybí zdroje pro zabránění obsazení Mandžuska komunisty po plánovaném sovětském odchodu. Proto se Sověty vyjednal dohodu, že odloží své stažení, dokud do oblasti nedostane dostatek vycvičených vojáků a surovin. Nicméně Sovětský svaz nepovolil přesun nacionalistických jednotek po svém území. Jednotky Kuomintangu se tedy přesunuly do Mandžuska letecky za pomoci Spojených států, aby obsadily velká města v severní Číně, zatímco venkov už byl pod kontrolou komunistů. 15. listopadu 1945 začal Kuomintang podnikat kroky k zabránění posílení už tak silné komunistické základny v Mandžusku. Sověti využili čas navíc k tomu, aby objemný mandžuský průmysl přesunuli do Sovětského svazu.
V letech 1945–1946, během přítomnosti sovětských vojsk v Mandžusku, nařídil sovětský vůdce Josif Stalin maršálu Rodionu Malinovskému, aby co nejvíce japonských zbraní předal Maovým komunistům.
Čankajškovy jednotky se mezitím dostaly až k městu Ťin-čou, aniž narazily na významnější odpor. Následovala úspěšná komunistická ofenziva na Šantungském poloostrově a celý poloostrov, s výjimkou oblastí kontrolovaných Spojenými státy, padl do rukou komunistů. Příměří definitivně skončilo 26. června 1946, kdy se občanská válka mezi komunisty a Kuomintangem znovu rozběhla. Tato druhá fáze trvala tři roky a je jinak známá jako Čínská komunistická revoluce.

## Čínská komunistická revoluce (1946–1949)

### Pozadí a rozložení sil

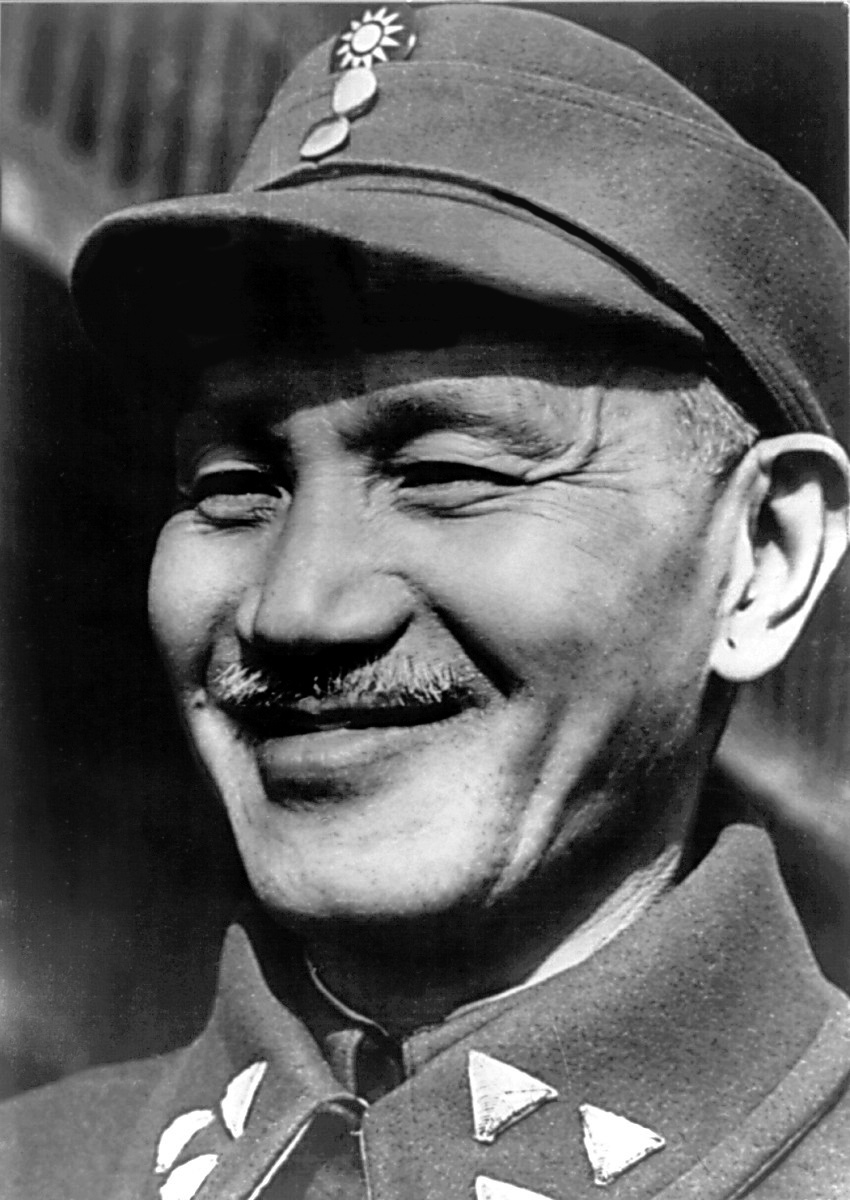
Generalissimus Čankajšek v roce 1945

Na konci druhé čínsko-japonské války síla komunistů značně vzrostla. Komunistická armáda v té době čítala 1,2 milionu mužů a milice další 2 miliony. Jejich "Osvobozená zóna" v roce 1945 zahrnovala 19 různých oblastí, tedy čtvrtinu čínského území a třetinu jeho obyvatel, zahrnujíce mnoho významných měst. Navíc komunisté získali od Sovětského svazu zbraně a zásoby japonské Kuantungské armády a kontrolu nad severovýchodní Čínou.
V březnu 1946, navzdory opakovaným Čankajškovým žádostem, sovětská Rudá armáda pod velením maršála Malinovského prodlužovala stahování se z Mandžuska. Sovětský maršál také tajně sdělil čínským komunistickým jednotkám, aby se přesouvaly na uvolněný prostor, což vedlo k otevřené válce o ovládnutí severovýchodní Číny. Tyto události také přispěly ke změnám v komunistickém vedení, kdy radikální komunisté, kteří chtěli převzít celou Čínu silou, získali převahu nad zdrženlivějšími oportunisty.
Ačkoliv generál Marshall uvedl, že neví o žádných důkazech, které by potvrzovaly dodávky zbraní komunistům ze Sovětského svazu, komunistické jednotky byly přesto schopny získat velké množství japonských zbraní a to včetně tanků. Nicméně do doby, než se velké množství dobře vycvičených vojáků Kuomintangu začalo vzdávat komunistům a přecházet na jejich stranu, komunistická armáda nebyla schopna tyto zbraně efektivně využívat. Komunistický trumf nicméně nebyly moderní zbraně, ale příslib pozemkové reformy. Slibovali obrovskému počtu hladovějících rolníků na venkově, že vstoupí-li do řad komunistické armády, dostanou vlastní půdu, na které budou moci hospodařit podle svého uvážení, jakmile bude válka vyhrána. Tato strategie umožnila komunistům i přes léta válečných kampaní přístup k téměř neomezeným lidským zdrojům pro boj i logistiku. Například jen během Chuaj-chajské kampaně byli komunisté schopni zmobilizovat na 5,4 milionu rolníků pro boj proti nacionalistům.

Poté co skončila válka s Japonskem, Čankajšek přesunul svoje jednotky do nově osvobozených oblastí, aby přijaly japonskou kapitulaci. Spojené státy letecky přesunuly mnoho nacionalistických jednotek ze střední Číny do Mandžuska. Americký prezident Harry S. Truman ve svých pamětech napsal: 
| „                           | Bylo nám jasné, že pokud nařídíme Japoncům, aby okamžitě složili zbraně a pochodovali k pobřeží, komunisté ovládnou celou zemi. Učinili jsme proto neobvyklý krok a použili nepřítele jako posádku, dokud jsme nedostali čínské nacionalistické jednotky do jižní Číny a naši námořní pěchotu hlídat přístavy. | “ |
| — prezident Harry S. Truman | |   |

Pod záminkou "přijetí japonské kapitulace" nacionalistické jednotky obsazovaly banky, továrny a komerční budovy, které byly předtím zabaveny japonskou armádou. Také začaly rychleji rekrutovat nové vojáky z řad civilního obyvatelstva a shromažďovat zásoby v přípravách na obnovený boj s komunisty. Tyto rychlé a intenzivní přípravy na válku způsobily značné nepříjemnosti obyvatelům měst, kde například v Šanghaji dramaticky vzrostla nezaměstnanost na 37,5 %.
Spojené státy masivně podporovaly nacionalistickou vládu. Až 50 000 amerických vojáků bylo posláno hlídat strategické oblasti v provinciích Chu-pej a Šan-tung v rámci operace Beleaguer. Spojené státy také vyzbrojily a vycvičily jednotky Kuomintangu a transportovaly do Číny zpět Japonce a Korejce aby pomohli okupovat osvobozené oblasti stejně tak jako potlačovat komunisty. Podle Williama Bluma americká pomoc obsahovala značné množství přebytečných zásob, zároveň byly Kuomintangu poskytovány půjčky. Za necelé dva roky po válce s Japonskem získala nacionalistická vláda od Spojených států 4,43 miliardy dolarů – většinu z toho jako vojenskou pomoc.

### Vypuknutí války
Spolu s tím, jak selhávala poválečná vyjednávání mezi oběma stranami, obnovila se i občanská válka mezi nimi. Tato fáze války je označována v Čínské lidové republice a v komunistické historiografii jako Osvobozenecká válka (čínsky: 解放战争; pchin-jin: Jiěfàng Zhànzhēng). 20. července 1946 spustil Čankajšek rozsáhlý útok na komunistické državy v severní Číně. Jeho síla činila 248 brigád, z toho 60 bylo vyzbrojeno Američany. Nacionalistická armáda byla 2,2krát početnější než komunistická, měla 4,8krát víc dělostřelectva a 6,3krát více letadel. V březnu 1947 dosáhli nacionalisté symbolického vítězství, když obsadili komunistické hlavní město Jen-an.
Komunisté si uvědomovali svou nevýhodu v počtu mužů i nedostatku zdrojů a rozhodli se pro strategii pasivní obrany. Vyhýbali se nejsilnějším uskupením nacionalistické armády a byli připraveni opustit své území v zájmu zachování sil na pozdější střet. Jejich hlavním cílem bylo zničit nepřátelskou živou sílu, zároveň chtěli doplnit své vlastní muže a výzbroj válečnými zajatci a ukořistěnými zbraněmi. Mao Ce-tung prohlásil, že: "Zdroj lidského a vojenského materiálu naší armády je primárně na frontách". Již v letech 1946-47 se projevila nízká morálka vojáků Kuomintangu. Zajatí vládní vojáci se po ideologické "převýchově" mohli dostat do komunistické armády. Taková taktika slavila úspěch a po roce bojů byla situace pro komunisty mnohem příznivější. Nacionalisté přišli o 1,1 milionu mužů, zatímco síla komunistů vzrostla na 2 miliony.
Mandžusko bylo důležitým zázemím Rudé armády od července 1946. Se sovětskou pomocí a s využitím japonských zbraní zde byla vybudována nejvýznamnější síla komunistů – Lidová osvobozenecká armáda (LOA). Dlouhodobou přítomnost sovětských vojsk komunisté využili k vytvoření své mocenské základny a provedení ekonomických reforem. Byla provedena pozemková reforma, majetky bohatých vlastníků půdy byly vyvlastněny a přerozděleny mezi rolníky. Po desetiletí japonské nadvlády byla místní rolnická třída obzvlášť náchylná ke komunistické propagandě o sociální nerovnosti. Kuomintang se dokázal usadit pouze ve městech a i zde spoléhal na prověřené straníky z jihu, odcizené zdejšímu obyvatelstvu.
Velitelem komunistických sil v Mandžusku byl odborník na pohyblivou válku Lin Piao. V roce 1947 zahájil řadu útoků přes řeku Sungari na jih, kde obklíčil a postupně vytlačil nacionalisty. Kuomintang v Mandžusku uplatňoval stejnou strategii jako před ním Japonci, díky svojí početní i technické převaze se zmocnil velkých měst, důležité infrastruktury a bodů strategického významu. Nicméně většina obyvatelstva se proti nim nakonec obrátila, stejně jako dříve proti Japoncům. Po roce byly jednotky Kuomintangu nuceny přejít ke strategické obraně. Způsob velení Národní revoluční armády se také výrazně lišil od způsobu velení komunistů. Čankajškova strategie byla podrobně rozpracovaná, snažil se definovat úkoly až na nejnižší úroveň velení a často převzal kontrolu od nižších velitelů i v průběhu bitvy. Komunističtí velitelé měli naproti tomu volnou ruku při přípravě a provádění válečných operací.

### Komunistický protiútok
Krátce po obsazení Jen-anu nacionalistickými vojsky zahájili komunisté protiútok. 30. června 1947 jejich vojska překročila Žlutou řeku a zamířila směrem do pohoří Ta-pie-šan. Protiútoky v severní, východní a severovýchodní Číně následovaly. Komunistická strategie stále spočívala v ničení nepřátelské živé síly, než v obsazování dalšího území. Do konce roku 1947 počet komunistických vojáků dosáhl 2,5 milionu a získali početní výhodu nad nacionalisty.

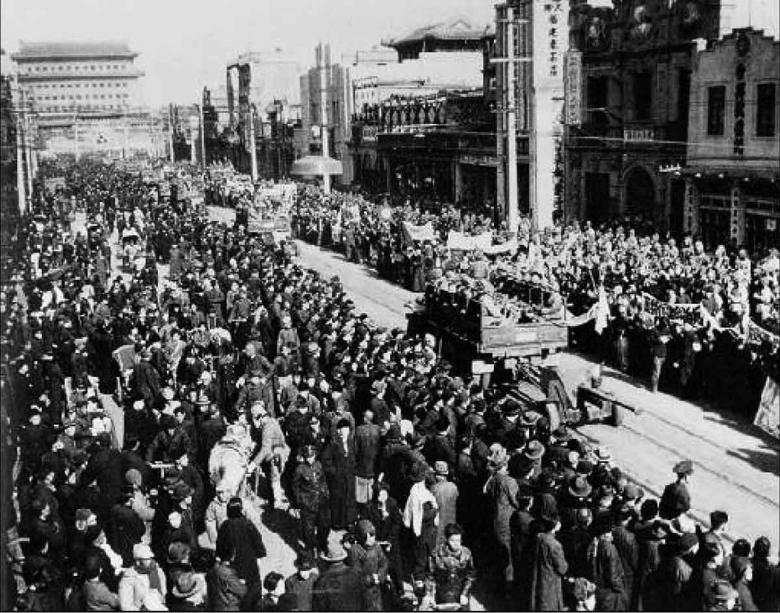
Lidová osvobozenecká armáda vstupuje do Pekingu v lednu 1949

V druhé polovině roku 1947 komunisté obsadili rozsáhlé oblasti ve Velké čínské nížině, které počátkem 1948 sloučily do bloků. Několik velkých měst bylo nacionalisty opevněno, včetně Šen-jangu (Mukden), kde byla umístěna velká posádka dobře vycvičených nacionalistických vojáků. Čankajšek nicméně odmítl návrh amerických poradců na evakuaci města. Začátkem roku 1948 se nacionalistické jednotky rozdělily, aby chránily jednotlivé oblasti strategického významu. Pod tlakem Američanů získali velitelé těchto oblastí rozsáhlé pravomoci místo dřívějšího striktního centrálního velení.
V roce 1948 začali komunisté obléhat opevněná nacionalistická města – kampaň Liao-šen. Do konce roku padla města Šen-jang a Čchang-čchun v Mandžusku. Nová první armáda, označovaná jako nejlepší vojenská jednotka nacionalistů, byla nucena kapitulovat po šestiměsíčním obléhání města Čchang-čchun, které vedlo k hladovění až 150 000 civilistů. Díky porážce větších nacionalistických ozbrojených skupin získali komunisté tanky, těžké dělostřelectvo a další vybavení potřebné k boji na jih od Velké čínské zdi. V dubnu 1948 padlo město Luo-jang a Kuomintang byl odříznut od Si-anu. Po tvrdých bojích 24. září obsadila komunistická vojska provincii Šan-tung a její hlavní město Ťi-nan.
V obsazených městech komunisté reorganizovali a využívali válečný průmysl, který zde vybudovali nacionalisté. V polovině roku 1948 bylo jejich dělostřelectvo početnější než vládní a v druhé polovině roku vyráběli i více munice. Na podzim byla komunistická armáda přetvořena v moderní pravidelnou vojenskou sílu a rozdělena do pěti skupin pod vedením velitelů Pcheng Te-chuaje, Liou Po-čchenga, Čchen I, Lin Piaa a Nie Žung-čena.
V listopadu 1948 komunistické jednotky zahájily další velký útok na jih v oblasti města Sü-čou, známý jako Chuaj-chajská kampaň. Zde se 550 000 vojáků nacionalistické armády bránilo 600 000 komunistickým vojákům. Po více než dvou měsících bojů byly nacionalistické síly zničeny a vláda Čínské republiky tak ztratila kontrolu nad veškerým územím severně od řeky Jang-c'-ťiang.
Během kampaně Pching-ťin v období 21. listopadu 1948 do 31. ledna 1949 získali komunisté pod svou kontrolu i severní Čínu. Nacionalisté dokázali držet města Čang-ťia-kchou a Tchien-ťin a posádku v pevnosti Taku pouze omezenou dobu a za cenu velkých ztrát. Komunisté přišli ze severovýchodu se silou 890 000 vojáků, aby se postavili nacionalistické armádě o počtu 600 000 vojáků. Ztráty na komunistické straně dosáhly 40 000 mrtvých, na straně nacionalistů bylo zabito, zraněno nebo zajato na 520 000 mužů. Velitel nacionalistické armády, Fu Cuo-ji, následně kapituloval a 31. ledna komunisté obsadili Peking.
Po rozhodujících vítězstvích komunistů v kampaních Liao-šen, Pching-ťin a Chuaj-chaj nacionalistická armáda přišla o 144 pravidelných a 29 dočasných divizí, což zahrnovalo 1,5 milionu zkušených vojáků – to výrazně omezilo akceschopnost nacionalistů. Stalin si zpočátku přál koaliční vládu komunistů a nacionalistů a apeloval na Mao Ce-tunga, aby nepřekračoval s armádou řeku Jang-c'-ťiang. Mao nicméně žádosti nevyhověl a 21. dubna 1949 komunistická vojska řeku překročila. O dva dny později padl do rukou komunistů Nanking, hlavní město Čínské republiky. Nacionalistická vláda ustoupila do Kantonu, kde zůstala do 15. října a následně přes Čchung-čching (do 25. listopadu) a Čcheng-tu (do 10. prosince) zamířila do Tchaj-peje, největšího města ostrova Tchaj-wan. Do konce roku 1949 pak LOA tlačila zbytky nacionalistické armády směrem na jih, když prozatím minula Tibet.

### Ukončení bojů

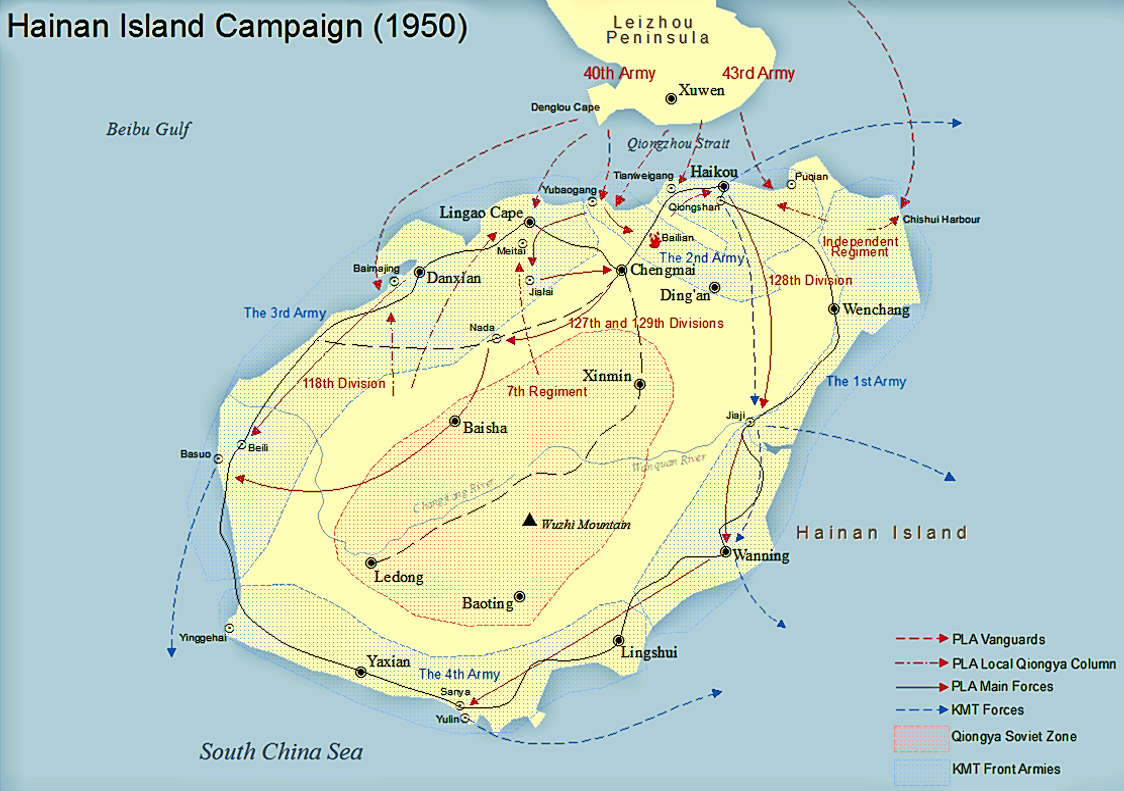
Dobývání ostrova Chaj-nan komunistickými vojsky

1. října 1949 vyhlásil Mao Ce-tung Čínskou lidovou republiku (ČLR) s hlavním městem v Pekingu. Čankajšek se zhruba 2 miliony nacionalistických vojáků opustil pevninskou Čínu a odjel na ostrov Tchaj-wan poté, co Lidová osvobozenecká armáda postoupila do provincie S'-čchuan. Izolované kapsy nacionalistického odboje zůstávaly v oblasti, ale hlavní odpor skončil po pádu Čcheng-tu 10. prosince 1949. Poslední boje ještě pokračovaly na samém jihu pevninské Číny.
Pokus komunistů o získání ostrova Ťin-men, který kontrolovali nacionalisté, byl zmařen během bitvy o Ku-ning-tchou, ve které byl zároveň zastaven postup komunistů na Tchaj-wan. V prosinci 1949 Čankajšek prohlásil Tchaj-pej za dočasné hlavní město Čínské republiky a dál považoval svou vládu za jedinou legitimní vládu Číny.
Další komunistické obojživelné operace už byly úspěšnější – v dubnu 1950 se součástí ČLR stal ostrov Chaj-nan, v květnu ostrov Čou-šan a v srpnu ostrovy Wan-šan.

## Následky
V druhé fázi občanské války mezi lety 1945–1949 dosáhly ztráty komunistů počtu 1,3 milionu mužů, z toho 260 000 padlých, 190 000 nezvěstných a 850 000 zraněných, nepočítaje nepravidelné vojenské jednotky. Ztráty nacionalistů ve stejném období dosáhly podle oficiálních čísel ČLR 5 450 000 členů pravidelných jednotek a 2 260 000 členů nepravidelných jednotek.
Většina pozorovatelů předpokládala, že Čankajškova vláda padne po bezprostřední invazi komunistů na Tchaj-wan. Spojené státy se zpočátku zdráhaly nabídnout Čankajškovi podporu v jeho posledním boji. Americký prezident Harry S. Truman 5. ledna 1950 prohlásil, že Spojené státy se nebudou účastnit žádného sporu týkajícího se Tchajwanské úžiny a že nezasáhnou v případě komunistického útoku na Tchaj-wan. Situace se nicméně radikálně změnila s vypuknutím Korejské války v červnu 1950. To vedlo ke změně politického klimatu ve Spojených státech a prezident Truman nařídil sedmé flotile amerického námořnictva odplout do Tchajwanské úžiny, aby zabránila případnému útoku.

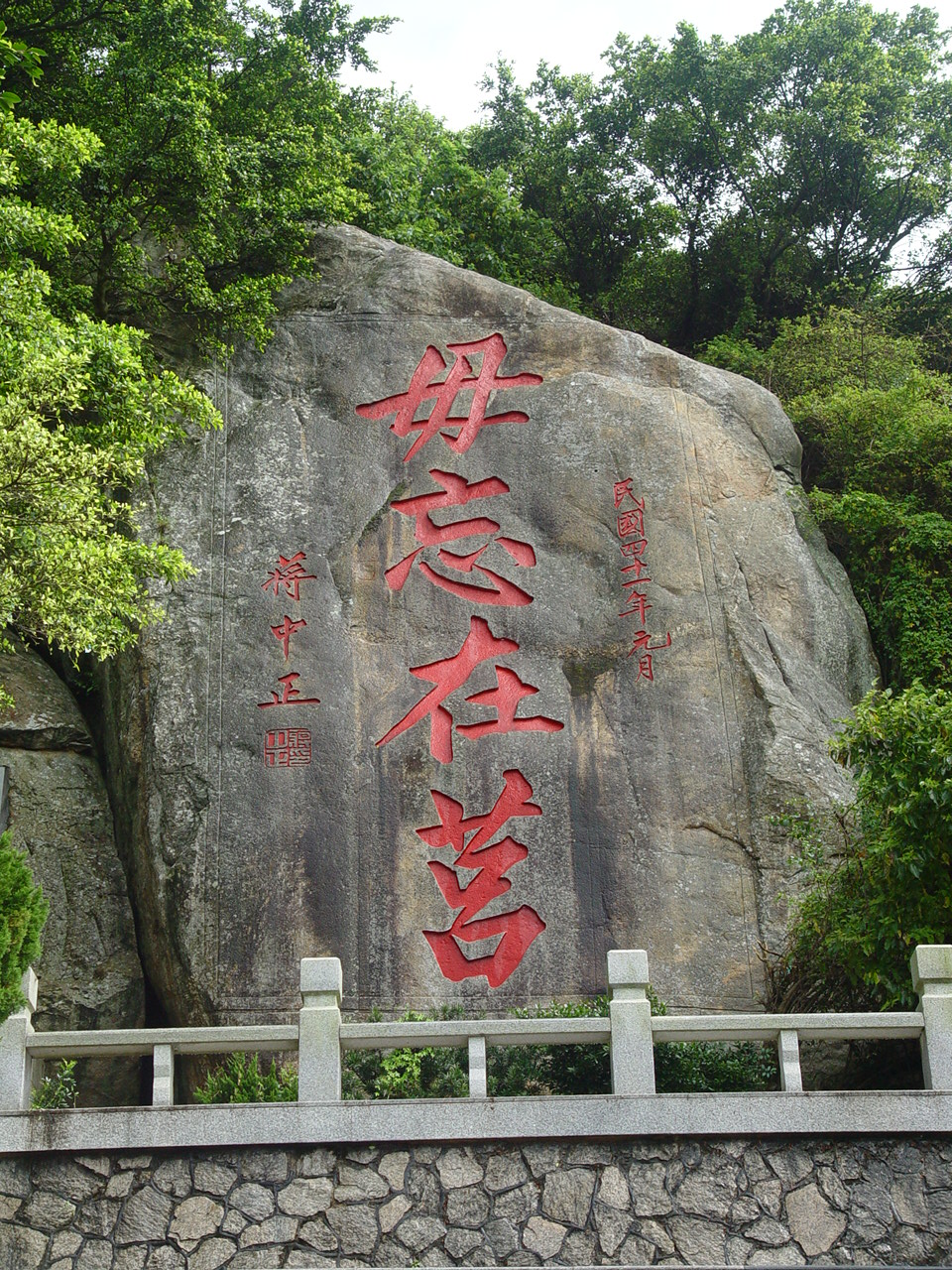
Skála na ostrově Ťin-men s Čankajškovou kaligrafií, znamenající "Nezapomeň na Ťü", symbolizující znovuzískání okupované vlasti

Po ztrátě pevninské Číny se skupina asi 12 000 vojáků Kuomintangu stáhla do Barmy a pokračovala v guerillových útocích na jihočínskou provincii Jün-nan. Jejich vůdce, generál Li Mi, byl placen vládou v Tchaj-peji. Zpočátku tyto povstalce podporovaly také Spojené státy a prostřednictvím CIA jim poskytovaly vojenskou pomoc. Po stížnostech barmské vlády v OSN roku 1953 začali Američané vyvíjet tlak na Čínskou republiku, aby odvolala své milice. Do konce roku 1954 opustilo Barmu téměř 6 000 vojáků a generál Li prohlásil svou armádu za rozpuštěnou. Nicméně tisíce mužů zůstaly v Barmě a Čínská republika je stále tajně zásobovala a udílela rozkazy, aby si udržela základnu blízko pevninské Číny.
Poté, co si Čínská republika stěžovala v OSN na Sovětský svaz pro porušování Smlouvy o čínsko-sovětském přátelství, Valné shromáždění OSN přijalo 1. února 1952 rezoluci č. 505 odsuzující Sovětský svaz.
Ačkoliv Spojené státy viděly zbývající ostrovy v provincii Fu-ťien jako vojenskou přítěž, Čínská republika je považovala za životně důležité pro budoucí porážku komunistů a znovuzískání pevninské Číny. První krize v Tchajwanském průlivu začala 3. září 1954, když LOA začala ostřelovat ostrov Ťin-men a vyhrožovat, že vojensky obsadí Tachenské ostrovy v provincii Če-ťiang. 20. ledna 1955 komunistická armáda obsadila ostrov I-ťiang-šan, součást Tachenských ostrovů, přičemž celá nacionalistická posádka byla zabita nebo zraněna při obraně ostrova. 24. ledna téhož roku americký Kongres schválil rezoluci opravňující prezidenta Spojených států bránit pobřežní ostrovy Čínské republiky. Krize skončila v březnu 1955, když LOA zastavila ostřelování – stalo se tak v průběhu Bandungské konference.
Druhá krize v Tchajwanském průlivu začala 23. srpna 1958, když námořní a vzdušná střetnutí mezi oběma státy vedly k masivnímu ostřelování ostrova Ťin-men (ostřelováno ČLR) a Sia-men (ostřelováno Čínskou republikou). Krize skončila v listopadu téhož roku. V jejím průběhu hlídkové čluny LOA spustily blokádu pobřežních ostrovů Čínské republiky. Ačkoliv Spojené státy odmítly Čankajškův návrh na bombardování dělostřeleckých baterií na pevnině, rychle spustily dodávky stíhacích letadel a protileteckých raket na Tchaj-wan. 7. září Američané doprovázeli konvoj zásobovacích lodí a ČLR zastavila ostřelování.
Třetí krize v Tchajwanském průlivu v letech 1995–1996 zvýšila napětí mezi oběma stranami poté, co ČLR testovala sérii raket nedaleko od tchajwanských břehů. Na druhou stranu je pravděpodobné, že se Peking pokusil ovlivnit prezidentské volby na Tchaj-wanu v roce 1996 ve prospěch Kuomintangu, který čelil opoziční Demokratické pokrokové straně nesouhlasící s politikou jedné Číny a kterou sdílí jak ČLR, tak Kuomintang.

### Diplomatické vztahy
25. října 1971 Valné shromáždění OSN uznalo ČLR a vyloučilo Čínskou republiku, která byla jedním ze zakládajících členů OSN a stálým členem Rady bezpečnosti. Čankajškovi zástupci odmítli uznat akreditace vyslanců ČLR jako akreditace reprezentantů Číny a opustili shromáždění. Brzy poté začaly uznávat ČLR i ostatní členské země OSN, včetně Spojených států.

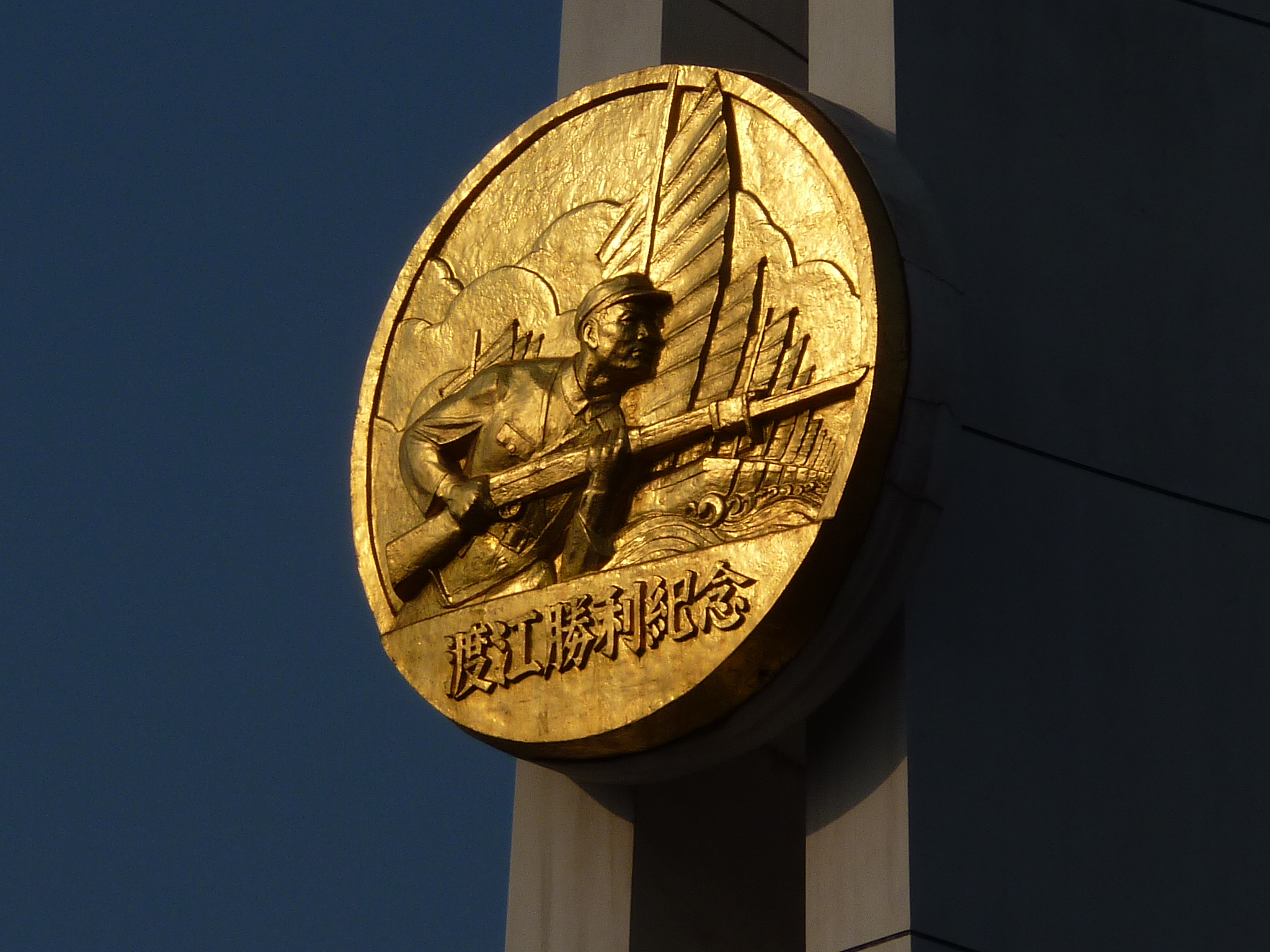
Památník překročení řeky Jang-c'-ťiang komunistickou armádou v Nankingu

V 80. letech 20. století se napjaté vztahy obou zemí začaly postupně uvolňovat ku prospěchu vzájemného obchodu a investic. Na Tchaj-wanu byl oficiálně ukončen válečný stav v roce 1991. Nicméně i přes ukončení otevřeného nepřátelství nebyla podepsána dohoda o příměří ani mírová smlouva. Za vlády prezidenta Li Teng-chueje byla na Tchaj-wanu zrušena "Dočasná ustanovení proti komunistické rebelii", což pro Kuomintang znamenalo ztrátu možnosti znovudobýt pevninu.
V roce 2000 zvítězil v prezidentských volbách na Tchaj-wanu kandidát Demokratické pokrokové strany Čchen Šuej-pien a poprvé se stal prezidentem člen jiné strany než Kuomintangu. Nový prezident nesdílel společnou ideologii nacionalistů a komunistů o "jedné Číně", což vedlo ke zvýšení napětí. Nicméně obchodní a jiné vztahy dále nabývaly na intenzitě – v roce 2005 navštívila delegace tchajwanské panmodré koalice pevninskou Čínu.
S vítězstvím Kuomintangu v prezidentských volbách 2008 došlo k dalšímu oteplení vztahů, což bylo charakterizováno množstvím setkání a summitů mezi oběma stranami. Na konci roku 2008 byla spuštěna první pravidelná letecká linka.
Po roce 2016 a vítězství kandidátky DPP Cchaj Jing-wen, se vztahy obou zemí staly znovu napjatými. Nová prezidentka se řadí k odpůrcům sbližování ČLR a Tchaj-wanu. V roce 2020 prohlásila, že Tchaj-wan je v současnosti nezávislým státem a Peking si musí přiznat realitu.

## Důvody komunistického vítězství
- Podle norského historika Odda Arneho Westada komunisté vyhráli občanskou válku, protože udělali méně vojenských chyb než Čankajšek. Ten si také v rámci svého zaměření na silnou centrální vládu znepřátelil po celé Číně velké množství různých zájmových skupin. V neposlední řadě byl Kuomintang notně oslaben válkou s Japonci. Komunisté naproti tomu cílili na množství odlišných sociálních skupin, zejména rolníky, které získali na svou stranu.[96]

- V červnu 1948 si Čankajšek do svého deníku zapsal: "Po pádu Kchaj-fengu se naše situace zhoršila a stala se kritickou. Nyní vidím, že opakovaná zhroucení našeho národa v průběhu dějin nebyla zapříčiněna větší silou našich vnějších nepřátel, ale nesoudržností a zkažeností uvnitř."[97]

- Masivní americká podpora nacionalistů byla omezena po selhání mise generála Marshalla roku 1947, která měla zprostředkovat mír mezi oběma stranami a donutit je k vytvoření koaliční vlády.[55] Později byla úplně zastavena, zejména kvůli rozšířené korupci a porážce Kuomintangu v severovýchodní Číně.[98]

- Komunistická pozemková reforma přislíbila rolníkům vlastní půdu na úkor dosavadních vlastníků, což zajistilo komunistické straně popularitu mezi lidem. Největší výhodou komunistů byla nicméně mimořádná soudržnost jejich nejvyššího velení. To jednak chránilo stranu před odlivem významných členů v těžkých časech a jednak usnadňovalo komunikaci a taktická rozhodnutí na nejvyšší úrovni. Byl to charismatický styl vedení Mao Ce-tunga, který umožnil členům identifikaci se stranou a dosáhl jednoty ve velení. Malé lokální komunistické organizace měly dostatek flexibility a důvěry od velení, aby mohly vytvářet dočasné aliance na místní úrovni a manipulovat lokální politiku. Zásluhu na těchto úspěších měla také propracovaná propaganda, která mluvila o nacionalistech jako o nepřátelích všech skupin Číňanů – chudých i bohatých, rolníků i buržoazie, žen i mužů a o komunistech jako o ochráncích lidu a národa. V neposlední řadě to bylo vyzbrojení Lidové osvobozenecké armády a pomoc Sovětského svazu v Mandžusku, bez které by komunistické protiofenzivy z přelomu let 1947 a 1948 pravděpodobně selhaly.[99]
- Po roce 1945 došlo ke zhroucení ekonomiky v oblastech kontrolovaných nacionalisty. Důvodem byla hyperinflace a selhání finančních reforem nacionalistické vlády – zlatý jüan masivně ztrácel na hodnotě, díky čemuž ztratil Kuomintang podporu městské střední třídy.[100][101] Komunisté mezitím pokračovali ve své pozemkové reformě a získávali na svou stranu venkov.